# Новочорторийський парк
Новочортори́йський парк — парк-пам'ятка садово-паркового мистецтва загальнодержавного значення. Розташовується на території Житомирської області у селі Нова Чортория Любарського району. Землекористувач — Новочорторийський технолого-економічний фаховий коледж.

## Історія

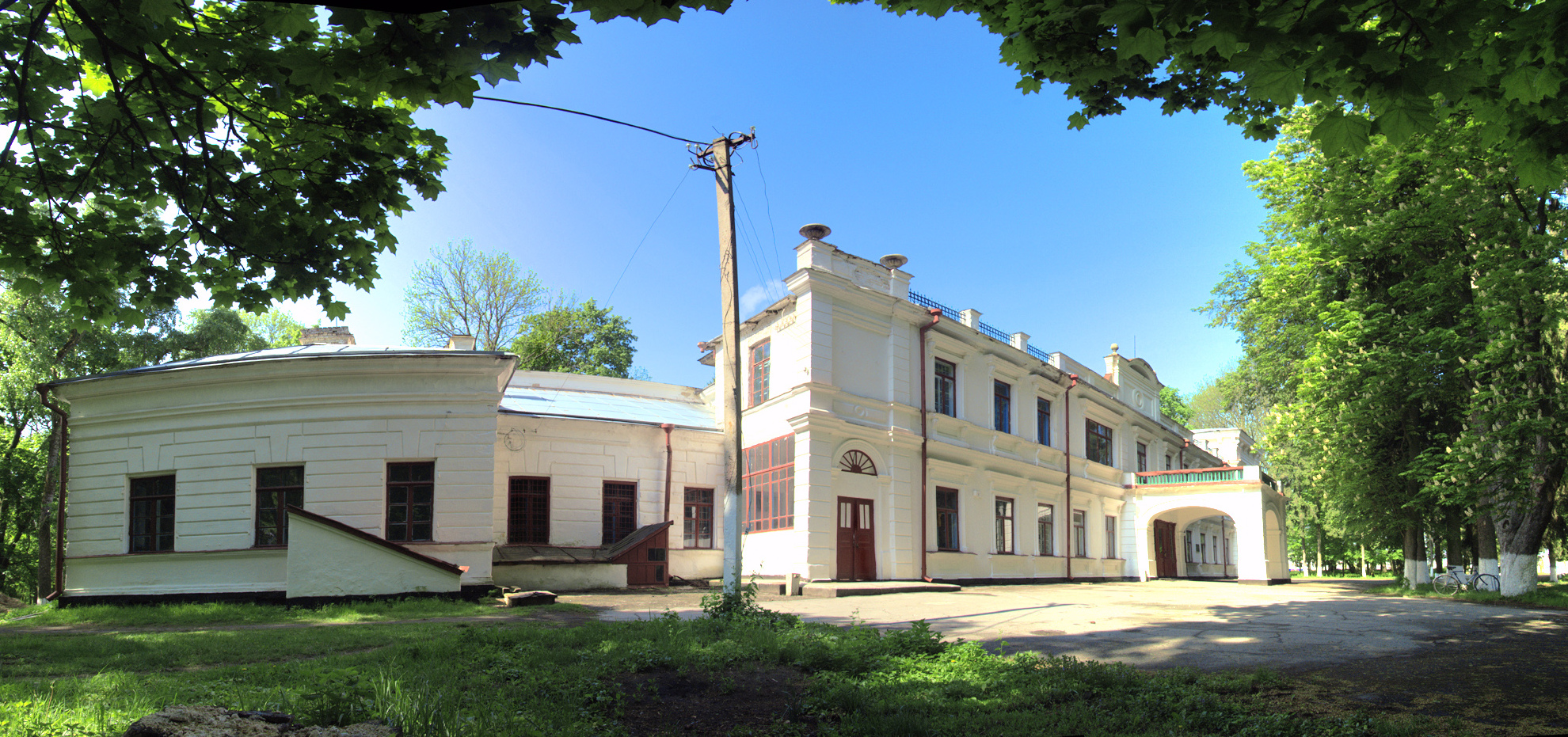
Палац у парку

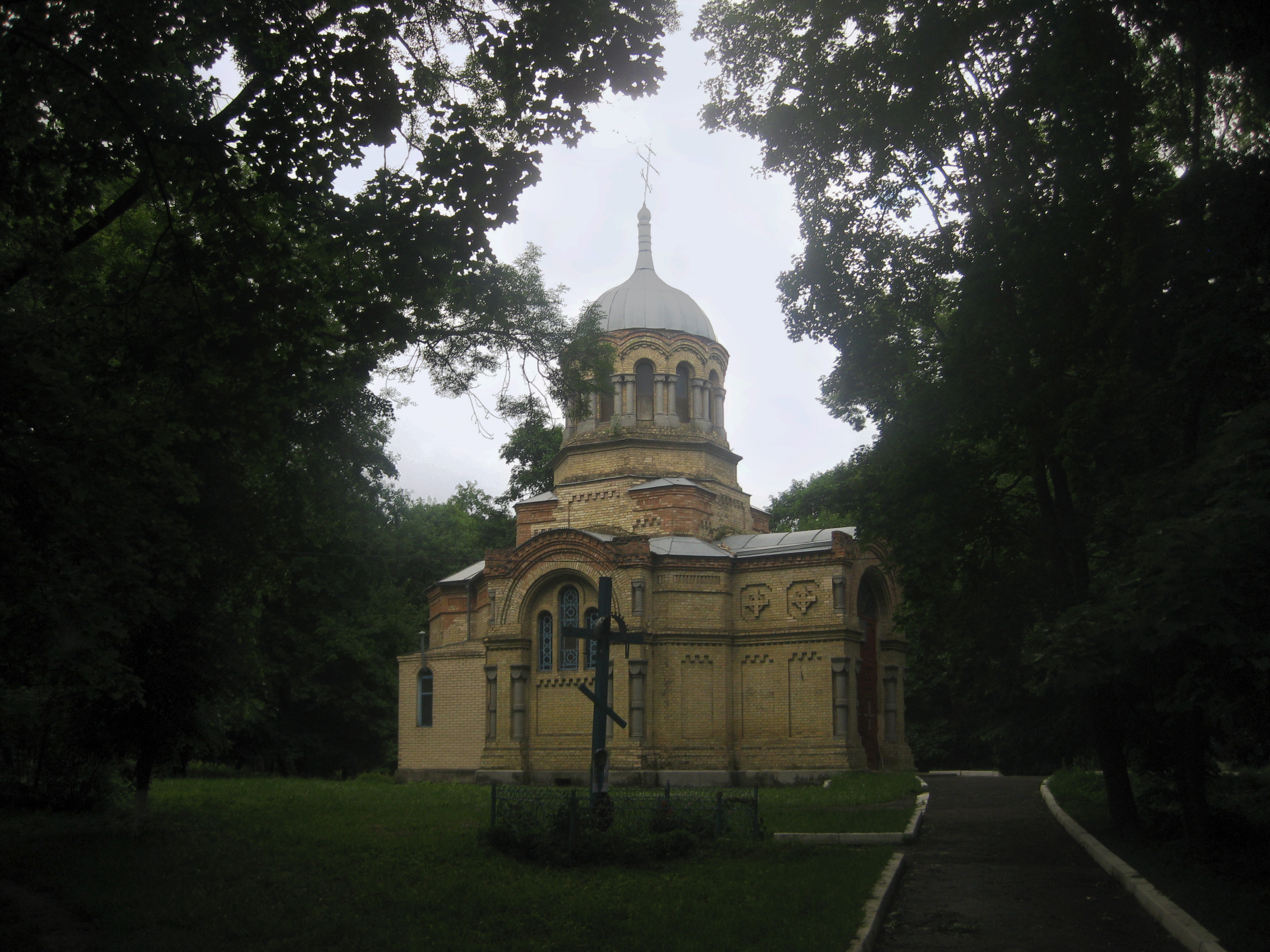
Каплиця-мавзолей

1781 року Чортория була придбана Ігнатієм Кордишем, потім володіння стали власністю його сестри Франтишки та її чоловіка Юзефа Урсина Прушинського. Територія перейшла у власність їх сина Кароля та його дружини Рози Прзібішевської та їх доньки Антоніни, яка стала дружиною Адольфа Боженец-Яловицького. Палац у Чорториї був заснований у першій половині 19 століття, парк заснували у 1815 році. 1870 року Новочортия почала належати російському генерал-лейтенанту Петру Васильовичу Оржевському. Його дружина Наталія Іванівна — остання власницею цих володінь до 1917 року. На території парку була збудована капличка мавзолей та вже у другій половині 19 століття створили декілька господарських споруд. Поряд з територією парку у 1870 році був побудований паровий млин. У 1880-х роках П. В. Оржевським була побудована огорожа, та перебудований палац. 1920 року на території парку створили Волинський агротехнічний технікум. Новочорторийський парк був оголошений парком-пам'яткою садово-паркового мистецтва загальнодержавного значення згідно з постановою колегії Держкомітету Ради Міністрів УРСР по охоронні природи від 26 липня 1972 року № 22. Положення про парк-пам'ятку садово-паркового мистецтва загальнодержавного значення «Новочорторийський парк» було затверджено згідно з Наказом № 66 від 15 лютого 2012 року, виданого Міністерством екології та природних ресурсів України. В 21 столітті на території парку діє Новочорторийський аграрний коледж.

## Опис

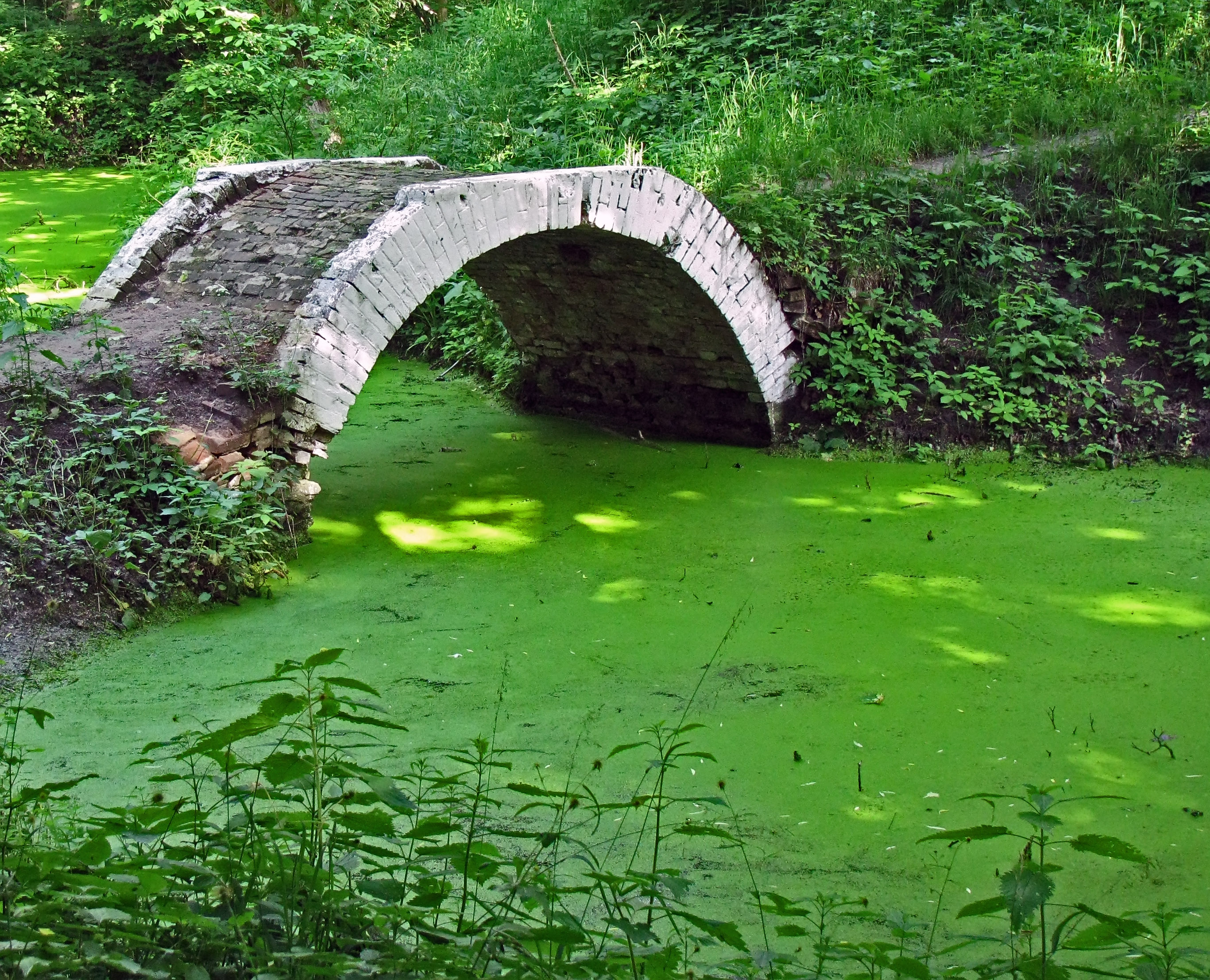
Місток над ставом у парку

Територія парку розташовується у Любарсько-Чудніському геоботанічному районі грабово-дубових, грабово-дубово-соснових, дубових, дубово-соснових лісів та лучних степів. До території Новочорторийського парку прилягають ліси, болота та луки. Є припущення, що при заснуванні парку, на його території переважав дубовий ліс ліщиновий. Площа парку після його заснування сягала 70 гектарів і простягалась до озера. Станом на 21 століття, згідно з деякими джерелами, його площа — 19,2 гектара. Інші дані свідчать про загальну площу парку, яка становить 28 гектарів. Озеленена площа Новочорторийського парку складає 88% території, під садиби відведено 5,5% від загальної площі. Доріжки та майданчики займають 5,0%. Будівлі розташовані на 1,1% від загальної площі і на 0,4% території містяться водойми. Територія парку на заході на південному сході оточена полями, луками, болотами та лісовими масивами.
На парковій території розташований ставок, утворений на березі річки Случ. Його площа перевищує 32 гектари. Парк розташовується на пологому схилі, який прилягає до річки Случ. На території парку розміщується струмок, функціонує мережа канав, що мають невелику глибину і створені для відводу зайвої вологи. На розташованій у парку невеликій гірці, раніше була альтанка. Вона не збереглась. Колишню частину парку зайняли спортивні майданчики. Проведенні дослідження парку, зокрема аналіз таксономічного складу дендроценозів був здійснений методом маршрутних обстежень. Здійснювали аналіз парку згідно з типами садово-паркових ландшафтів.

## Рослинність

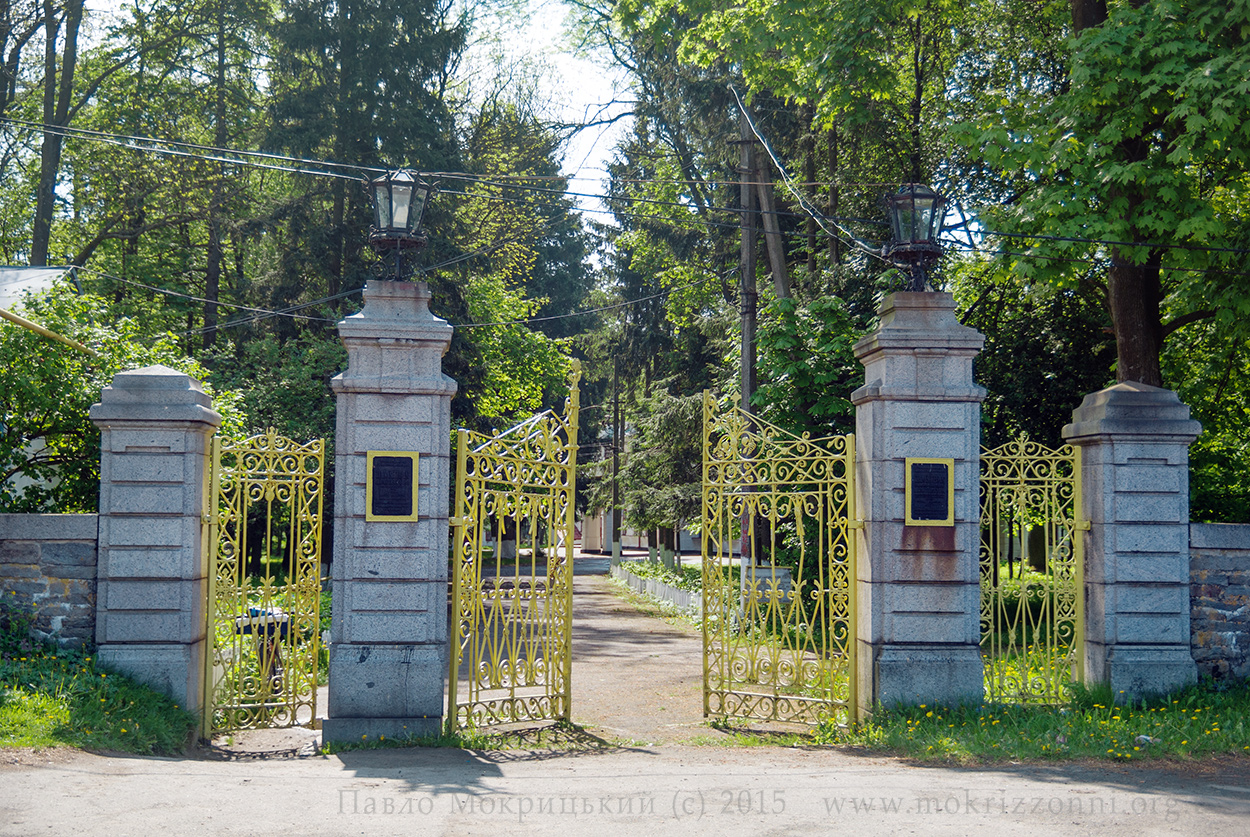
Старовинні центральні ворота входу в парк

За територією західної межі парку розміщений масив дерев. У цій місцевості зростають два дерева модрини європейської. Основними на території парку є лучний, лісовий та регулярний типи садово-паркових ландшафтів. До 1940-х років у Новочорторийському парку було більше, ніж 100 видів кущів та дерев. До 1945 року збереглось 50 видів. Серед них було 5 рідкісних видів модрин, 4 види ялини і сосна Веймутова. Зростали ясени, клен гостролистий, тополя китайська та липа. Є дані 1959 року про відмирання модрин через зупинку роботи дренажної системи.
На природоохоронній території зростають дерева, вік яких перевищує сто п'ятдесят років. Представлені такі види, як сосна Веймутова, ялина звичайна, ясен звичайний, клен гостролистий. Поодинокі хвойні дерева розташовані на півночі та сході від нових корпусів аграрного технікуму. Деякі історики вважають, що ці території раніше також належали парку як і плодові сади.
1975 року на території парку зростало 29 видів та культиваторів інтродукованих кущів та дерев, серед яких туя західна, гіркокаштан гібридний, гіркокаштан звичайний, модрина європейська, ялина колюча, ялина червона, сосна Веймутова, сосна чорна, липа широколиста та тополя японська. Поблизу церкви була розташована куртина з хвойних видів. До її складу входила ялина сиза, 20 дерев сосни Веймутової, 2 ялини звичайні, сосна чорна, чотиристовбурова сосна звичайна, модрини європейські. Найбільше дерево ялини колючої було заввишки 19 метрів, і мало діаметр 52 сантиметри. Найбільше дерево модрини європейської було висотою 26 метрів та його діаметр був 76 сантиметрів. На парковій території також зростала липа американська.
Станом на 21 століття територія Новочорторийського парку є місцем зростання кущів і дерев. Вони відносяться до 41 виду, 32 родів та 16 родин. Верба біла «Жовта Плакуча» має декоративний культиватор. У південній стороні від палацу зростає сосна звичайна. Діаметр її стовбура більше метра, висота становить 18 метрів. Зростає один дуб звичайний, липи серцелисті, клени гостролисті, гіркокаштани звичайні та ясени звичайні. На 40 % дослідженої території переважає ясен звичайний. Поширена вільха чорна. Вона міститься вздовж річки Случ, поширена у південно-східній частині паркової території. Залишилась одна алея з ялин. Липова алея простягається до річки.